# 일본국 헌법 제51조
일본국 헌법 제51조(일본어: 日本国憲法第51条)은 일본국 헌법 제4장 "국회"의 조문 중 하나이다. 국회의원의 발언 및 표결에 대한 면책특권에 대해 규정하고 있다.

## 조문
일본국 헌법 제51조
양 의원(議院)의 의원(議員)은 의원(議院)에서 행한 연설, 토론 또는 표결에 대하여 원외에서 책임을 지지 아니한다.

## 해설
국회의원이 국회에서 한 발언에 대해 국회 밖에서 책임을 지지 않는다고 규정했으나, 발언에 대해 국가에 손해배상을 청구할 권리까지 부정하는 것은 아니라는 최고재판소 판례가 있다. 따라서 국회의원의 발언에 의해 명예훼손을 입은 피해자는 국회의원 개인에 대한 손해배상 청구는 할 수 없지만, 국회의원이라는 "공무원"의 행위에 의한 손해배상을 국가에 청구하는 것은 가능하다.
여기서 "책임"이란 형사 및 민사상 책임 외에도 변호사의 징계 책임 등도 포함된다. 그러나 "원외에서" 책임을 지지 않는다고 되어 있기 때문에, 해당 의원이 소속된 각 의원에서 징계 또는 제명 처분을 내리는 것은 가능하다.